# Капельбрюкке
Капельбрюкке (также Капелльбрюкке, нем. Kapellbrücke — «Часовенный мост») — старинный мост в швейцарском городе Люцерне на реке Ройс. Самый древний деревянный крытый мост в Европе, одна из главных достопримечательностей Швейцарии и символ города Люцерна. Длина моста составляет 204,70 м. Капельбрюкке был построен в 1365 году и тем самым является самым древним деревянным мостом в Европе. Первоначально мост строился в качестве оборонительного коридора в составе городских укреплений и соединял разделённые рекой Ройс старую и новую части города. Под коньком крыши вдоль всего крытого моста размещаются 111 треугольных картин, рассказывающих о наиболее важных моментах истории Швейцарии.
У середины моста находится восьмигранная кирпичная башня Вассертурм (нем. Wasserturm — водонапорная башня), построенная ещё до возведения моста, в 1300 году. Башня служила в качестве сторожевой башни, темницы, пыточной и пожарной вышки. В настоящее время в Вассертурме размещается сувенирная лавка и зал гильдии ассоциации артиллеристов.
Капельбрюкке сильно пострадал в результате пожара 18 августа 1993 года, вспыхнувшего, как предполагается, от непотушенной сигареты. Большая часть моста была разрушена и сгорели 78 из 111 картин. Башня Вассертурм при пожаре не пострадала. Мост и часть картин были восстановлены по сохранившейся инвентарной описи. Капельбрюкке открылся заново 14 апреля 1994 года.